# Pociūnėliai
Pociūnėliai is een plaats in het Litouwse district Šiauliai. De plaats telt 535 inwoners (2001).